# Canine Angiostrongylose
Die Canine Angiostrongylose ist eine parasitäre Erkrankung bei Hunden, die durch den Französischen Herzwurm (Angiostrongylus vasorum) ausgelöst wird. Der Parasit befällt die Lungenarterien und die rechte Herzkammer von Hundeartigen und löst vor allem Atembeschwerden und Gerinnungsstörungen aus. Die Diagnose wird anhand des Nachweises der Larven im Kot gestellt. Zur Behandlung werden Moxidectin und Milbemycinoxim eingesetzt.

## Erreger

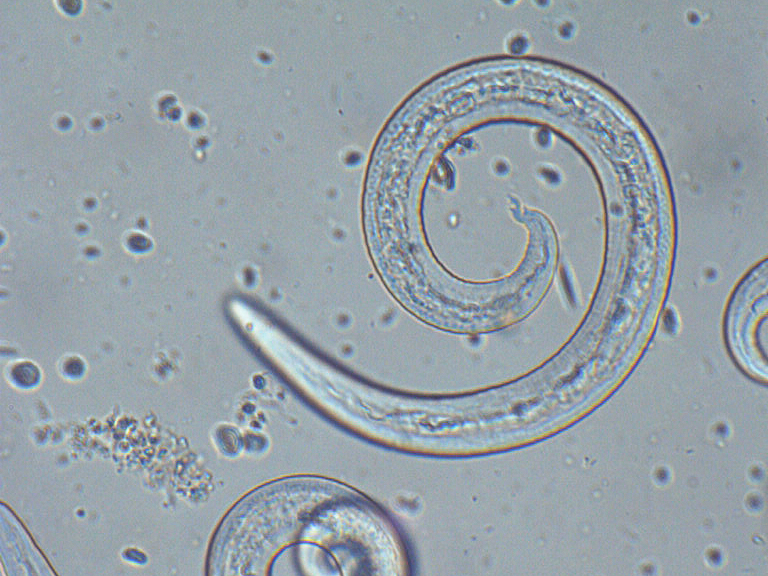
Männlicher Französischer Herzwurm

Adulte Würmer sind sehr dünn (170–360 µm), 1,4 bis 2 cm lang und rosa. Die Weibchen legen undifferenzierte Eier, die über die Blutbahn in ihre Lungenkapillaren gelangen. Die hier schlüpfenden ersten Larven wandern in die unteren Luftwege aus, werden ausgehustet, abgeschluckt und mit dem Kot ausgeschieden. Die Ausscheidungsdauer (Patenz) beträgt bis zu fünf Jahre. Als obligater Zwischenwirt dienen verschiedene Schneckenarten. In diesen entwickeln die Larven sich zu infektiösen Larven 3. Gelegentlich dienen auch Frösche und Nagetiere als Sammelwirte. Frisst der Hund einen Zwischen- oder paratenischen Wirt, dringen die Larven L3 in die Darmwand ein und entwickeln sich in den Lymphknoten der Bauchhöhle weiter. Danach gelangen sie über Pfortader, Leber und hintere Hohlvene in die rechte Herzkammer und in die Lungenarterien, wo sie sich zu adulten Würmern häuten. Da infektiöse Larven die Schnecken auch aktiv verlassen können, ist eine Infektion wahrscheinlich auch über die Aufnahme von Gras und Tau möglich. Die Präpatenz variiert zwischen 35 und 100 Tagen.
Ursprünglich war der Parasit vor allem in Frankreich, in Dänemark und im Vereinigten Königreich verbreitet. Weltweit steigt die Befallshäufigkeit seit einigen Jahren deutlich an, so gibt es endemische Herde auch in den Vereinigten Staaten, Südamerika, Australien und im asiatischen Teil Russlands. Jüngste Zahlen zeigen in Deutschland eine Befallshäufigkeit von 7,4 % bei Tieren mit einer Lungenerkrankung bzw. 0,5 % der Gesamthundepopulation.

## Pathogenese und klinisches Bild
Die Larven erreichen die Lungenarterien zehn Tage nach der peroralen Infektion und verursachen in der Lunge eine herdförmige interstitielle Lungenentzündung. Sobald Eier und Larven in den Lungenkapillaren auftreten, entstehen zusätzlich granulomatöse Gewebsreaktionen und Vernarbungen. Durch die Auswanderung der Larven in die Luftwege kommt es außerdem zu Blutungen in das Lungengewebe. Eine Blutgerinnung in den Gefäßen, eine immunvermittelte Abnahme der Blutplättchen und eine Abnahme der Gerinnungsfaktoren V, VII und von-Willebrand mit Störungen der Blutgerinnung sind ebenfalls typisch. In den befallenen Blutgefäßen verursachen die adulten Würmer zusätzlich entzündlich-thrombotische Veränderungen. Je nach Befallsstärke kann es auch zur Rechtsherzinsuffizienz und zum Cor pulmonale mit Aszites kommen.
Gelegentlich wandern die Würmer und Larven auch in andere Körperteile (Larva migrans, „Wanderlarve“). Beschrieben sind bei adulten Würmern Wanderungen in die Augen, in die linke Herzkammer und in die Oberschenkelarterien, bei Larven in Gehirn, Rückenmark, Augen, Nieren, Leber, Skelettmuskeln, Darm, Magen, Bauchspeicheldrüse, Milz, Nebennieren und Schilddrüse.
Bei etwa 7 % der befallenen Hunde treten keine klinischen Symptome auf. Die häufigsten Krankheitszeichen sind Husten, der bei zwei Dritteln auftritt, sowie Atemnot und Abgeschlagenheit. Manche Tiere zeigen lediglich Störungen der Blutgerinnung mit Einblutungen in Haut und Schleimhäute, mit Nasenbluten sowie mit Blutergüssen. Auch Inappetenz, Gewichtsverlust, Erbrechen und Durchfall können auftreten. Bei Wanderung der Larven in das Nervensystem kann es zu zentralnervösen Ausfällen kommen.

## Diagnose
Das klinische Bild ist wenig spezifisch. Eine Röntgenaufnahme des Thorax kann zum Nachweis der Lungenveränderungen weitere Hinweise geben. Die Diagnose wird durch den Nachweis der Larve L1 im Kot mittels Larvenauswanderungsverfahren gestellt, wobei eine 3-Tage-Sammelprobe die Aussagekraft erhöht. Die Larven messen 310–399 µm × 14–16 µm und haben eine charakteristische Biegung an der Schwanzspitze. Auch der Nachweis von Larven in einer Lungenspülprobe ist möglich. Hierbei zeigen sich zusätzlich eosinophile Infiltrate in Bioptaten oder eine deutliche Erhöhung eosinophiler Granulozyten in der Spülflüssigkeit, so dass eine eosinophile Bronchopneumopathie als Differentialdiagnose in Betracht gezogen werden muss.
Das zeitaufwändige Larvenauswanderungsverfahren kann durch serologische (Sandwich-ELISA, Spezifität 98,8 %) Verfahren oder durch den PCR-Nachweis von Angiostrongylus-Antigenen ersetzt werden. Für den serologischen Nachweis ist ein Schnelltest (IDEXX Angio Detect) verfügbar.

## Behandlung
In Deutschland sind drei Medikamente zur Behandlung der Angiostrongylose zugelassen. Zum einen ein Kombinationspräparat mit dem Wirkstoff Moxidectin (Advovate), welches zweimal, in Endemiegebieten am besten monatlich angewendet wird. Die anderen beiden Medikamente enthalten als pharmakologisch wirksame Substanz Milbemycinoxim, welches bei monatlicher Anwendung den Befall mit Larve 5 und Adulten verringert. Bei Tieren mit Blutungsneigung ist die Heilungsaussicht schlechter.